# Samo ku waar
Samo ku waar ist die Nationalhymne der Republik Somaliland, einem international kaum anerkannten Staat im Norden von Somalia. Die Hymne stammt vom somalischen Poeten, Liederschreiber und Autoren Hassan Sheikh Mumin und wurde 1997 eingeführt.
Von der Unabhängigkeit des ehemaligen Britisch-Somaliland am 26. Juni 1969 bis zur Vereinigung mit dem Italienischen Treuhandgebiet Somalia am 1. Juli 1969 zu Somalia, hatte das Gebiet bereits eine Nationalhymne.

## Originaltext (auf Somali)
Samo ku waar, samo ku waar, saamo ku waar
SSarreeye calanka sudhan bilay dhulkiisaa,
SSamo ku waariyoo iyo bogaadin sugan
SHanbalyo suuban kugu salaannee saamo ku waar
SGeesiyaashii naftooda u sadqeeyay qarannimada Somaliland
SXuskooda dhowrsan kugu salaannee samo ku waar
SGuulside xanbaarsan soo noqoshadiisa
Skalsooniduu mutaystayee dastuurka ku salaannee
SMidnimo walaalnimo goobanimo islaanimo kugu salaanee samow samidiyo
Ssamo ku waar samo ku waar saamo ku waar

## Freie deutsche Übersetzung
Langes Leben in Frieden, Langes Leben in Frieden, Langes Leben in Frieden
Zur hoch wehenden Flagge die Schönheit in unser Land bringt
Langes Leben in Frieden und Bewunderung
Wie begrüßen Dich mit Freude, langes Leben in Frieden
Wir begrüßen Dich mit den Erinnerungen an die Helden die ihr Leben hierfür gelassen haben 
Für die Nationale Einheit von Somaliland
Für die Flagge des Sieges: das Symbol der Wiedergeburt
Für die vertrauenswürdige Verfassung
Wir begrüßen Dich mit Einheit, Brüderlichkeit, Souveränität und Muslimheit
Langes Leben in Frieden, Langes Leben in Frieden, Langes Leben in Frieden